# 2002年网球大师杯赛
2002年網球大師盃賽於2002年11月11日至11月17日在中國上海上海新国际博览中心舉行。

## 冠軍得主

### 單打
萊頓·休伊特 擊敗  胡安·卡洛斯·費雷羅（7–5、7–5、2–6、2–6、6–4）
- 萊頓·休伊特奪得今年第5座單打冠軍，也是職業生涯第19座ATP單打冠軍，亦是他連續2年獲得冠軍。

## 外部連結
- 官方網站（页面存档备份，存于）